# Gavere
Gavere és un municipi belga de la província de Flandes Oriental a la regió de Flandes.

## Seccions
| #   | Nom         | Extensió km² | Població (31/12/2005) |
| --- | ----------- | ------------ | --------------------- |
| I   | Gavere      | 4,36         | 2.819                 |
| II  | Asper       | 5,79         | 4.234                 |
| III | Semmerzake  | 4,50         | 1.446                 |
| IV  | Vurste      | 4,49         | 1.051                 |
| V   | Dikkelvenne | 8,99         | 1.889                 |
| VI  | Baaigem     | 3,79         | 565                   |

## Situació
| - a. Melsen (Merelbeke) - b. Schelderode (Merelbeke) - c. Munte (Merelbeke) - d. Scheldewindeke (Oosterzele) - e. Velzeke-Ruddershove (Zottegem) - f. Dikkele (Zwalm) - g. Beerlegem (Zwalm) - h. Meilegem |

| - i. Nederzwalm-Hermelgem - j. Zingem - k. Huise (Zingem) - l. Ouwegem (Zingem) - m. Nazareth - n. Eke (Nazareth) - o. Zevergem (De Pinte) |